# Polona Dornik
Polona Dornik (Trbovlje, 20 novembre 1962) è un'ex cestista jugoslava.

## Carriera
Con la Jugoslavia ha disputato due edizioni dei Giochi olimpici (Los Angeles 1984, Seul 1988), i Campionati mondiali del 1983 e tre edizioni dei Campionati europei (1980, 1985, 1987).